# Enzo Ghinazzi
Pour les articles homonymes, voir Pupo.
Enzo Ghinazzi, mieux connu sous le nom de Pupo, né le 11 septembre 1955 à Laterina, est un chanteur, parolier, écrivain, comédien de doublage et animateur de télévision et de radio italien. 

## Biographie
Enzo Ghinazzi est né à Ponticino, une frazione de Laterina, dans la province d'Arezzo. Son père est un facteur et sa mère femme au foyer. En 1975, il fait ses débuts en tant qu'auteur-compositeur interprète sous le nom de scène Pupo avec Ti scriverò (« Je t'écrirai »).
Le premier album de Pupo, Come sei bella (« Comme tu es belle »), date de 1976. Son deuxième album, Gelato al cioccolato, contient les tubes Ciao et  Gelato al cioccolato, écrits avec Cristiano Malgioglio est le premier des 11 disques d'or de l'artiste. En 1980, Pupo participe pour la première fois au Festival de Sanremo avec la chanson Su di noi («Au-dessus de nous ») et remporte un disque d'or. Cette chanson figure dans son troisième album, Più di prima ( « Plus qu'avant »), qui est le disque le plus vendu de Pupo et qui contient également Firenze Santa Maria Novella, une lettre d'amour à la ville de Florence.
En 1981, il écrit son premier hit pour un autre artiste : Sarà perché ti amo, chanté par Ricchi e Poveri au Festival de Sanremo. Pupo a de nouveau participe au Festival en 1983 avec Cieli azzurri (« Cieux bleus ») et en 1984 avec Un amore grande (« Un grand amour »), écrit par Umberto Tozzi et Giancarlo Bigazzi. Cette chanson sous ce titre italien est reprise en français en 1990 par Hervé Vilard dans son album L'amour défendu. En 1986, il sort l'album Pupo en Union soviétique, qui le rend célèbre en Europe de l'Est. L'année suivante, il remporte le festival international de la chanson pour enfants Zecchino d'oro en tant qu'auteur de Canzone amica (« Chanson amie »).
Après diverses tournées internationales en 1991, il sort son premier album live, à ce jour unique, Canada's Wonderland, enregistré à Toronto. En 1992, il participe pour la quatrième fois au Festival de Sanremo, cette fois-ci sous son nom de naissance, avec le La mia preghiera (« Ma prière »). 
Après une absence prolongée et un passage comme animateur de télévision, Pupo revient au festival de Sanremo en 2009 et 2010. En 2009 avec L'opportunità, aux côtés de Paolo Belli et Youssou N'Dour, se pour la finale. L'année suivante, il terminé deuxième en interprétant Italia amore mio avec le ténor Luca Canonici et Emanuele Filiberto de Savoie. La chanson est bien reçue par le public et le trio est considéré comme le vainqueur moral du Festival. 
En mars 2016, Pupo déclare être bisexuel et confirme sa bigamie, bien qu'il ait dit « qu'il rejetait l'étiquette de bigamisme, car la bigamie est illégale et que sa femme et sa maîtresse ne vivent pas sous le même toit ». La même année, il sort son premier album depuis seize ans, Porno contro amore.

## Carrière télévisuelle, doublage et écriture

### Télévision
Pupo commence à travailler à la télévision en 1989, à Domenica in sur Rai 1. Dans les années 2000, il participe à des émissions sur le football, en tant que supporter du club de la Fiorentina en Serie A. À partir de 2005, Pupo se concentre sur sa carrière télévisuelle participant à l'émission de téléréalité La Fattoria sur Canale 5. 
Il anime aussi des émissions télévisées sur Rai 1 : Affari Tuoi (édition italienne de Deal or no Deal ), Reazione a Catena, l’adaptation italienne de Chain Reaction. Il a ensuite animé Chi Fermerà la Musica  édition italienne de The Singing Bee et trois éditions du spectacle de talents I Raccomandati à la Rai 1. 
Depuis 2010, Pupo anime le festival annuel de musique napolitaine Napoli Prima e Dopo, qui compte en moyenne plus de trois millions de téléspectateurs, avec une part d'audience de 20% sur Rai 1. 
Il a également été animateur sur Sky Sports avec La Notte del Poker, le premier tournoi du championnat italien de poker, et a participé à l'édition de stars du championnat.

### Doublage
Pendant ce temps, Pupo a commencé une carrière de comédien de doublage : il a joué Hammy dans Nos voisins, les hommes, film d'animation de Dreamworks et le personnage principal de la comédie Marmaduke de 2010.

### Auteur
Pupo a également écrit trois livres. Sa première autobiographie, Un enigma chiamato Pupo (« Un énygme nommé Pupo »), publié en 2001 par Rai Eri. 
Sa seconde autobiographie, Banco Solo!'Diario di un giocatore chiamato Pupo, traite de son rapport trouble avec le jeu. Pupo a ensuite écrit un roman noir, La confessione, publié par Rizzoli en 2012.

### Radio
Il a également animé des émissions de radio sur Radio 1, Attenti a Pupo et Passato contro Futuro.

## Prix
- 11 disques d'or
- Gondola d'Oro[14]

## Discographie

### Singles
- Ti scriverò (1975)
- Come sei bella (1977)
- Io solo senza te (1977)
- Ciao (1978)
- Forse (1979) [n ° 2 en Suisse]
- Su di noi (1980)
- Cosa farai (1980)
- Lo devo solo a te (1981) [n ° 6 Suisse]
- Nashvill (1981) [n ° 9 Suisse]
- Ancora io (1982)
- E va bene così (1983)
- Cieli azzurri (1983)
- Un amore grande (1984)
- Change generation (1985)
- La vita est molto di più (1986)
- Amore italiano (1987)
- Dove sarai domani (1989)
- Bambina (1991)
- La mia preghiera (1992)
- Senza fortuna (1995)
- La notte (1996)
- In eternità (1997)
- Non è un addio (1998)
- È Fiorentina (1998)
- Sei caduto anche tu (2001)
- L'opportunità (2009)
- Italia amore mio (2010)
- La storia di noi due (2010)

### Albums
- Come sei bella (1977)
- Gelato al cioccolato (1979)
- Più di prima (1980)
- Lo devo solo a te (1981)
- Cieli azzurri (1983)
- Malattia d'amore (1984)
- Change generation  (1985)
- Un amore grande (1985)
- La vie est molto di più (1986)
- Quanta Gente (1986)
- Quello che sono (1989)
- Canada Wonderland (1991)
- Enzo Ghinazzi 1 (1992)
- Il meglio (1994)[15]
- Pupo 1996 (1996)
- In eternità (1997)
- Tornerò (1998)
- Sei caduto anche tu (2000)
- I grandi successi originali (2004)
- L'equilibrista (2004)
- Porno contro amore (2016)[8]

## Publications
- Un énigma chiamato pupo (2001)
- Banco Solo! Diario di un giocatore chiamato Pupo (2005)
- La confessione (2011)